# Acmosara
Acmosara é um gênero de mariposa pertencente à família Acrolepiidae.